# 石崎商店
石崎商店株式会社（いしざきしょうてん）は、愛媛県宇和島市丸絵之内に本社を置く、医療用医薬品、一般医薬品、衛生材料等の卸販売する企業であった。

## 概要
- 愛媛県宇和島市の大手医薬品卸業社は「須藤薬品」と「石崎商店」の2社だった。
- その後「石崎商店」は、倒産。「須藤薬品」は松山市の「厚生薬品」と合併し「ダイワ薬品」となる。
- 「石崎商店」にかわって「新進薬品」が設立されるも、新居浜市の「大新薬品」に吸収合併される。

## 会社概要
- 創業　1919年（大正8年）
- 資本金 　200万円
- 代表取締役社長　石崎忠八

## 主な取引メーカー
- 武田薬品工業
- 田辺製薬
- 塩野義製薬